# Französische Eishockeymeisterschaft 1922/23
Die Saison 1922/23 war die neunte Spielzeit der französischen Meisterschaft, der höchsten französischen Eishockeyspielklasse. Meister wurde zum ersten Mal in der Vereinsgeschichte überhaupt der Chamonix Hockey Club.

## Meisterschaftsfinale
- Chamonix Hockey Club – Club des Sports d’Hiver de Paris 2:0 (2:0, 0:0)

### Meistermannschaft
Die Mannschaft des Chamonix Hockey Club bestand aus den Spielern Lugon, André Charlet – Philippe Payot, Albert Hassler, Léon Quaglia, Bobby Monnard (Ersatz: Calixte Payot und Henri Couttet).